# Дом Брехта (Аугбсург)
Дом Брехта — дом,  расположенный в Старом городе Аугсбурга, где родился поэт, драматург и писатель Бертольт Брехт, расположенный в Старом городе Аугсбурга. Сегодня это музей и мемориал.

## История
Бертольт Брехт (полное имя нем. Eugen Berthold Friedrich Brecht), известный немецкий драматург и поэт, родился 10 февраля 1898 года в доме на улице Auf dem Rain 7. Этот дом, который находится в Лехфиртеле, в Аугсбурге, был простым зданием, типичным для старого квартала ремесленников. Он расположен рядом с рекой Лех. Несколько метров ниже по течению два канала сливаются, образуя Штадтбах. Хотя Брехт прожил в этом доме недолго, так как его семья переехала в 1900 году, это место было выбрано для создания музея в его честь. Однако, большую часть своего детства и юности Брехт провёл по другому адресу в Аугсбурге, на улице Бляйхгассе, 2, на Облаттервалле. Несмотря на это, выбор дома его рождения для создания музея был обусловлен символическим значением этого места и наличием уже установленной памятной доски. В 1960 году на здании нынешнего Брехтхауса была установлена мемориальная доска по частной инициативе. Однако, признание и почитание Брехта в его родном городе Аугсбурге затянулось на много лет. После того, как город приобрёл дом, в котором родился Брехт, и было принято решение о создании музея, планирование и реализация этого проекта заняли много времени. Всего на подготовку и переоборудование здания ушло около десяти лет. И только в 1985 году Дом Брехта был открыт как музей и мемориал, посвящённый жизни и творчеству писателя.

## Современность

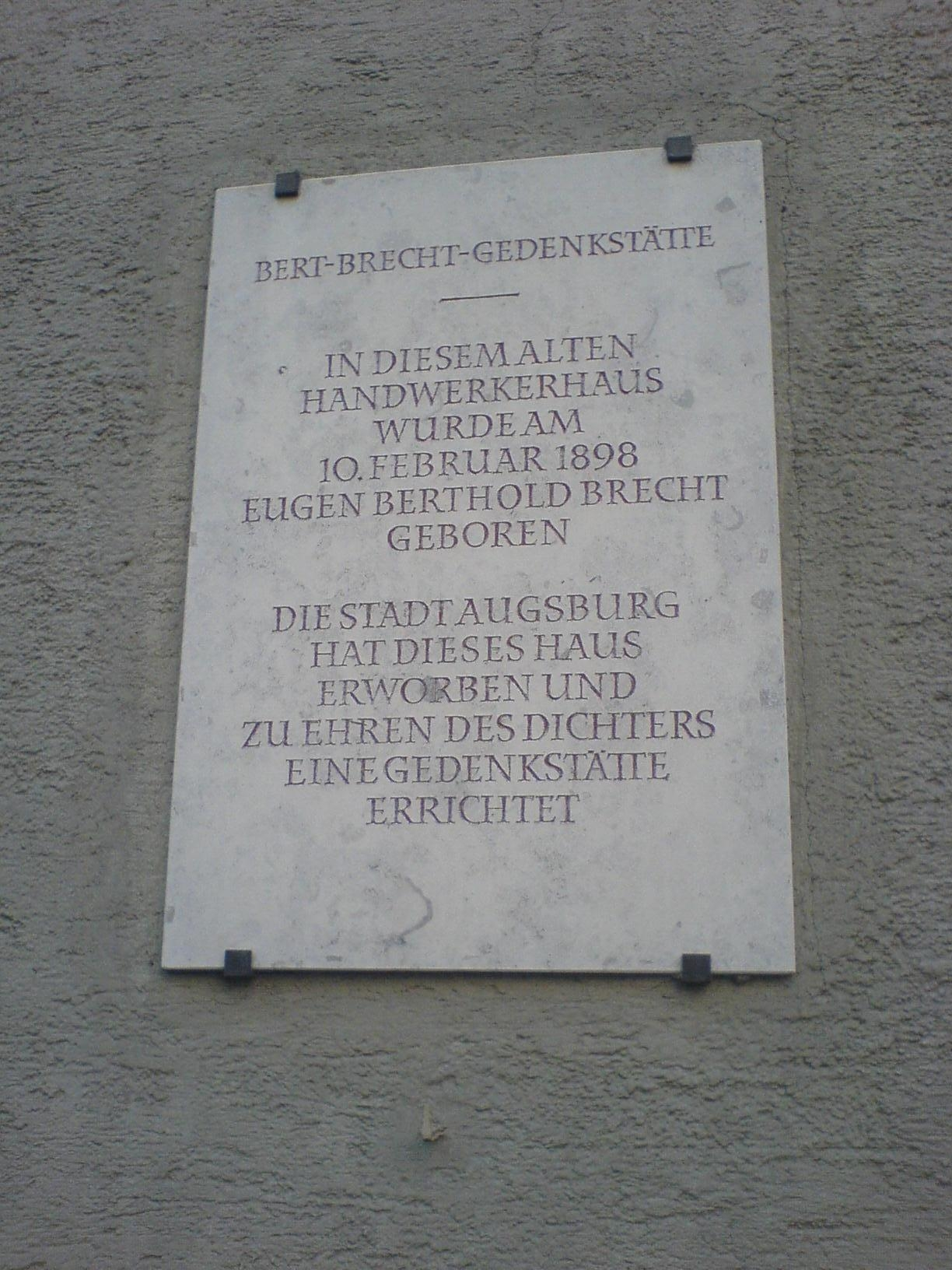
Мемориальная доска

Сегодня Дом Брехта является популярным местом для туристов и литературных ценителей, которые приезжают из разных уголков мира, чтобы узнать больше о жизни и наследии Бертольта Брехта. Музей представляет собой интерактивную выставку, включающую в себя личные предметы Брехта, а также документы и материалы, связанные с его работой. Посетители могут ознакомиться с его театральными пьесами, посмотреть фотографии и видеоматериалы, а также прочитать его стихи и прозу. Дом Брехта стал не только местом, где можно узнать о жизни Брехта, но и центром культурных мероприятий. Здесь проводятся выставки, лекции, театральные постановки и концерты, связанные с его творчеством. Музей является важной частью культурного наследия Аугсбурга и помогает сохранить память о писателе для будущих поколений.